# Fidelis Rakotonarivo
Fidelis Rakotonarivo SJ (* 28. August 1956 in Ambohimahazo bei Ambositra, Madagaskar) ist ein madagassischer Jesuit und Bischof von Ambositra auf Madagaskar.

## Leben
Rakotonarivo besuchte das kleine Seminar in Kianjasoa (Fianarantsoa) und trat danach in das Noviziat der Gesellschaft Jesu in Antananarivo ein. Er studierte Philosophie in der Demokratischen Republik Kongo, Theologie in Nairobi und Spiritualität in Kanada. Am 15. August 1992 empfing er die Priesterweihe.
Nach der Priesterweihe wurde er Spiritual am Collège St. François Xavier in Fianarantsoa (1992–1995), Spiritual und Ökonom am interdiözesanen Priesterseminar in Vohitsoa Fianarantsoa (1995–1998) und Oberer der Ordensgemeinschaft in Fianarantsoa (1998–2001). Seit 2001 war er Oberer der Gemeinschaft von Ambositra und Provinzkonsultor.
Papst Benedikt XVI. ernannte ihn 2005 zum zweiten Bischof des Bistums Ambositra
. Die Bischofsweihe spendete ihm am 4. September 2005 der Erzbischof von Fianarantsoa Fulgence Rabemahafaly; Mitkonsekratoren waren Fulgence Rabeony SJ, Erzbischof von Toliara, und Philibert Randriambololona SJ, Alterzbischof von Fianarantsoa.